# 卡梅伦·克拉克 (橄榄球运动员)
卡梅伦·克拉克（英語：Cameron Clark，1993年3月20日—），通常被称为卡姆，是一名澳大利亚男子橄榄球运动员。他曾代表澳大利亚七人制国家队参加2014年英联邦运动会七人制橄榄球比赛，获得一枚铜牌。

## 个人生活
卡梅伦·克拉克出生于新西兰奥克兰，父亲是澳大利亚人，母亲是新西兰人。卡梅伦·克拉克四岁时移居澳大利亚。他的父亲是澳大利亚福克斯体育台的记者和评论员。
卡梅伦·克拉克以体育奖学金就读于麦考瑞大学。

## 生涯

### 七人制橄榄球
克拉克在七人制橄榄球比赛中开始了他的职业橄榄球生涯。他于 2012 年在新西兰站的 IRB 七人制橄榄球系列赛中首次亮相。2014 年，他代表澳大利亚参加了2014年英联邦运动会的所有六场比赛，总共得到46分（3次触地得分，13次转换），并获得铜牌。

### 瓦拉塔斯
2016 年 8 月，克拉克与新南威尔士州 Waratahs 签署了一份为期两年的合同，此前他职业生涯的大部分时间都在七人制橄榄球上打球。 他在 2017 年超级橄榄球赛季的第 3 轮比赛中首次亮相超级橄榄球，在第 41 分钟替补内线中锋伊拉·西蒙尼出场。克拉克在超级橄榄球比赛中为 Waratahs 的第一次尝试是在赛季的第 9 轮，当时他在主场以 24-26 爆冷输给了南方国王队。
2019 年 11 月，克拉克与 Waratahs 重新签约，继续在俱乐部效力一个赛季。

### 圣地亚哥军团
2019年12月，克拉克签约美国职业橄榄球大联盟（MLR）西部联盟球队圣地亚哥军团2021赛季。